# Pinanga salicifolia
Pinanga salicifolia är en enhjärtbladig växtart som beskrevs av Carl Ludwig von Blume. Pinanga salicifolia ingår i släktet Pinanga och familjen Arecaceae. Inga underarter finns listade i Catalogue of Life.